# Koma (film)
Pour les articles homonymes, voir Koma.
Pour plus de détails, voir Fiche technique et Distribution.
Koma (en version originale : 救命), est un film thriller psychologique hongkongais, réalisé par Law Chi-Leung et produit par Lawrence Cheng en 2004, mettant en scène les actrices Karena Lam et Angelica Lee.

## Synopsis
Lors d'un mariage tenu dans un hôtel luxueux, la demoiselle d'honneur, Ching, est témoin d'un crime affreux. Elle découvre une femme à moitié morte dans une des chambres de l'hôtel. Au poste de police, elle reconnaît la coupable, Ling, principal suspect, car elle est la seule personne étrangère dans la salle de bal. Ling aurait volé un rein à la victime.
Quelque temps plus tard, Ling menace alors de dérober un rein à Ching, car elle l'a dénoncé...

## Distribution
- Karena Lam ; Suen Ling
- Angelica Lee ; Fung Chi Ching
- Andy Hui Chi-On ; Raymond
- Roy Chow ; Wai
- Liu Kai-chi ; Sergent Lee Wah-Biu
- Annie Man ; Ah Shan
- Raymond Wong Ho-Yin ; Wong Cho Yiu

## Fiche technique
- Titre : Koma
- Titre original : 救命
- Réalisation : Law Chi-Leung
- Production : Lawrence Cheng
- Genre : Thriller, psychologique
- Durée : 88 minutes
- Année de production : 2003
- Pays d'origine :  Hong Kong
- Sorties :
  -  Hong Kong : 2004 (au cinéma), fin 2004 en DVD et Blu-ray.
  -  France : 24 avril 2006 (directement en DVD et Blu-ray)[1].
- Public : interdit aux moins de 12 ans.